# 小行星27150
小行星27150（27150 Annasante）是一颗绕太阳运转的小行星，为主小行星带小行星。该小行星于1998年12月16日发现。

## 轨道参数
小行星27150的轨道半长轴为2.8053318 UA，离心率为0.110。